# Ponte Internacional San Roque González de Santa Cruz
A Ponte Internacional San Roque González de Santa Cruz é um ponte atirantada, e foi construída durante a década de 1980, e foi inaugurada en 1990 por Carlos Saúl Menem, presidente da Argentina e Andrés Rodríguez Pedotti, presidente do Paraguai. Liga a cidade de Posadas na Argentina, e Encarnación no Paraguai, passando sobre o rio Paraná.